# 斯莫爾伍德 (紐約州)
斯莫爾伍德（英語：Smallwood）是位於美國紐約州沙利文縣的普查規定居民點。

## 人口
根據2020年美國人口普查的數據，斯莫爾伍德的面積為6.55平方千米，當中陸地面積為6.22平方千米，而水域面積為0.32平方千米。當地共有人口839人，而人口密度為每平方千米128.09人。